# Wygoda (Lipnica)
Wygoda (dodatkowa nazwa w j. kaszub. Wigòda) – część wsi Lipnica w Polsce, położona w województwie pomorskim, w powiecie bytowskim, w gminie Lipnica, na Równinie Charzykowskiej, w regionie Kaszub zwanym Gochami. Wchodzi w skład sołectwa Lipnica.
W latach 1975–1998 Wygoda administracyjnie należała do województwa słupskiego.